# Brachycythara barbarae
Brachycythara barbarae is een slakkensoort uit de familie van de Mangeliidae. De wetenschappelijke naam van de soort is voor het eerst geldig gepubliceerd in 1972 door Lyons.